# Associazione Calcio Entella 1966-1967
Questa pagina raccoglie le informazioni riguardanti l'Associazione Calcio Entella nelle competizioni ufficiali della stagione  1966-1967.

## Divise
| 1ª divisa | 2ª divisa |

## Rosa
| N. |                   | Ruolo | Calciatore          |
| -- | ----------------- | ----- | ------------------- |
|    | Italia (bandiera) |       | Biasotti            |
|    | Italia (bandiera) | C     | Giorgio Cavicchioli |
|    | Italia (bandiera) | A     | Gianni Comini       |
|    | Italia (bandiera) | D     | Mario Delle Piane   |
|    | Italia (bandiera) | C     | Elvio Fontana       |
|    | Italia (bandiera) | A     | Martino Gargenti    |
|    | Italia (bandiera) | D     | Gianluigi Ginocchio |
|    | Italia (bandiera) | D     | Alessandro Giordan  |
|    | Italia (bandiera) | A     | Franco Lercari      |

| N. |                   | Ruolo | Calciatore        |
| -- | ----------------- | ----- | ----------------- |
|    | Italia (bandiera) | A     | Mario Musiello    |
|    | Italia (bandiera) | D     | Ermes Nadalin     |
|    | Italia (bandiera) | C     | Mario Pacciani    |
|    | Italia (bandiera) | D     | Luciano Piquè     |
|    | Italia (bandiera) | C     | Pietro Pittofrati |
|    | Italia (bandiera) | C     | Marino Scabini    |
|    | Italia (bandiera) | A     | Renzo Uzzecchini  |
|    | Italia (bandiera) | D     | Sergio Vezzoso    |
|    | Italia (bandiera) | P     | Luciano Zamparo   |